# Гренландские эскимосы
Гренла́ндские эскимо́сы, эскимо́сы Гренла́ндии, или просто гренла́ндцы (самоназвание — kalaallit, kalatdlit, калааллит, ед. ч. kalaaleq) — инуитский народ, коренное население Гренландии. В Гренландии себя к ним относят от 44 до 50 тыс. чел., что составляет 80-88 % населения острова. Кроме того, в Дании проживает около 16,4 тыс. гренландцев (2018). 
Говорят на гренландском языке инуитской группы эскимосской ветви экскимосско-алеутской семьи языков, широко распространён среди них также датский язык. Исторически, самоназвание калааллит относилось только к западным гренландцам. Восточные и северные гренландцы называли себя только своими самоназваниями, причём диалект северных гренландцев, инуктун, ближе к диалектам инуитов Канады, нежели к западно- и восточногренландскому диалектам.
Живут в основном по юго-западному побережью Гренландии. Выделяются три основных группы:
- западные гренландцы (собственно калааллит) — юго-западное побережье;
- восточные гренландцы (ангмассалик, тунумиит; Ammassalik, Tunumiit) — на восточном побережье, где наиболее мягкий климат; 3,8 тыс. чел.;
- северные (полярные) гренландцы (туле, Inughuit, Avanersuarmiut) — 850 чел. на северо-западном побережье; самая северная в мире группа аборигенного населения.

Верующие — в основном лютеране.

## История
В древности Гренландия населена была племенами, предположительно принадлежавшими к Древнеберингоморской культуре, возможно, родственными современным чукчам и алеутам.
Современные гренландцы считаются потомками носителей неоэскимосской культуры Туле. Последние появились в Гренландии в XIII—XIV веках. Ранее высказывались мнения о родстве гренландских инуитов с носителями палеоэскимосских культур Саккак, пре-Дорсет, Дорсет (начало I тыс. до н. э. — нач. II тыс. н. э.), но генетические исследования показали, что это не так. Гренландские инуиты принадлежат к митохондриальным гаплогруппам A2a, A2b1 и D4b1a2a1, тогда у представителя палеоэскимосской культуры Саккак, жившего ок. 4 тыс. л. н., выявили субкладу D2a1 митохондриальную гаплогруппы D.
Проникновение эскимосов культуры Туле в Гренландию поначалу не вызывало конфликтов с местными скандинавскими поселенцами, с конца X века населявшими в основном крайнюю юго-западную часть острова, т. н. Западное и Восточное поселения. Тем не менее, с наступлением в XIV веке «малого ледникового периода», эскимосы вынуждены были откочевать на юг вслед за стадами моржей и оленей-карибу, вступив в вооружённые столкновения с гренландскими норманнами — возможно, из-за охотничьих угодий. Последние, не сумев адаптироваться к изменившимся климатическим условиям, полностью исчезли в первой половине XVI столетия, или же были частично ассимилированы, после чего Гренландию пришлось «открывать заново» датчанам в первой четверти XVIII века Ханса Эгеде.
Трудно сказать, насколько убедительными являются предположения современных учёных об уничтожении, а возможно и частичной ассимиляции скандинавских колонистов гренландскими эскимосами, однако воинственность последних в те времена не вызывает никаких сомнений. Так, в 1577 году они вступили в столкновение с вооружёнными мушкетами и длинными луками спутниками английского мореплавателя Мартина Фробишера, а в 1612 году на гренландском берегу ими убит был в бою английский капитан Джеймс Холл, после чего командование его кораблём перешло к штурману Уильяму Баффину, открывшему остров Баффинова Земля.
В 1654 году датская экспедиция, организованная по инициативе короля Фредерика III главным управляющим таможней Копенгагена Генрихом Миллером, привезла в Данию трёх гренландских эскимосок, позже доставленных в столицу Голштинии Готторп, где с ними познакомился тамошний учёный Адам Олеарий. Записав около сотни слов из языка гренландок, учёный отметил определённое сходство в их бытовой культуре и внешности с встречавшимися ему в России самодийцами. Истории исследования и обычаям коренного населения Гренландии посвящена глава IV книги 3-й сочинения Олеария о России.
Когда во второй половине XIX века началось планомерное изучение культуры и традиций эскимосов, и появились первые записи их фольклора, мифологии, учёные узнали, что их сказители прекрасно помнили о столкновениях с гренландскими норманнами, которых они называли каблуна (kabluna) — «чужие». В 1866 году в Копенгагене, а в 1875 году — и в Лондоне, была опубликована была книга Хинриха Ринка «История и традиции эскимосов», в которой содержалась сделанная им запись предания «Унгорток, глава Какортока» о вооружённых конфликтах гренландцев с норманнами.
Международная группа генетиков из Копенгагенского и Калифорнийского университетов обнаружила, что среди гренландских эскимосов распространено большее количество вредных мутаций, чем в других популяциях людей. Причиной назван «эффект бутылочного горлышка».

## Культура
Традиционные занятия — охота на морского зверя и медведей и рыболовство; с конца XIX века заняты в основном товарным промыслом трески, со 2-й половины XX века — креветок. В области культуры наблюдается сильное влияние датчан. Сохраняется традиционная охотничья и праздничная одежда, у полярных гренландцев — традиция построения жилищ из снега (иглу).
Письменность у гренландцев существует с XVIII в., начало письменной литературы в основном связано с деятельностью датских, норвежских и немецких миссионеров и колониальной администрации, но на протяжении XX в. эскимосскими писателями был создан значительный корпус прозаических, поэтических и драматургических произведений разных жанров.

## Галерея
- Эскимосы Гренландии на борту яхты «Йоа». Фото Руаля Амундсена (1903)
- Гренландцы. Гравюра из 3-го издания «Описания путешествия в Московию» Адама Олеария 1663 г.
- Портрет гренландцев Пуука и Квиперока. Худ. — Бернхард Гродтшиллинг[дат.] (1724)
- Девушка-каалаллитка. Литография по рисунку Арона из Кангека (1860)
- Охота гренландского эскимоса на нарвала. Рис. XIX в. Нью-Йоркская публичная библиотека
- Гренландские школьники в 2007 году